# Roland Speicher
Pour les articles homonymes, voir Speicher.
Roland Speicher (né le 12 juin 1960) est un mathématicien allemand qui est professeur à l'Université de la Sarre.

## Biographie
Speicher remporte en 1979 le concours national pour la recherche des jeunes dans le domaine mathématiques-informatique. Speicher fait des études de physique et mathématiques aux universités de Sarrebruck, Fribourg et Heidelberg ; il obtient son doctorat en 1989 sous la supervision de Wilhelm Freiherr von Waldenfels à l'Université de Heidelberg (titre de sa thèse : Quantenstochastische Prozesse auf der Cuntz-Algebra). De 2000 à 2010, il séjourne au Canada, où il est professeur à l'Université Queen's à Kingston (Ontario). Il est à l'Université de la Sarre depuis 2010.

## Thèmes de recherche
Speicher travaille sur les probabilités libres, avec application aux matrices aléatoires, à la mécanique statistique et aux algèbres d'opérateurs, et leurs aspects combinatoires.

## Prix et récompenses
En 2012, Speicher a reçu le prix Jeffery-Williams. Il a également reçu le prix d'excellence en recherche du président de l'Ontario. En 2014, il a été conférencier invité au congrès international des mathématiciens de Séoul (titre de sa communication : Free probability and random matrices).

## Publications
- avec James A. Mingo, Free Probability and Random Matrices, New York, Springer Verlag, coll. « Fields Institute Monographs » (no 35), 2017, xiv + 336 (ISBN 978-1-4939-6942-5, présentation en ligne).
- avec Alexandru Nica, Lectures on the combinatorics of free probability, Cambridge University Press, coll. « London Mathematical Society Lecture Note Series » (no 335), 2006, xv + 417 (ISBN 978-0-521-85852-6, DOI 10.1017/cbo9780511735127).
- Combinatorial theory of the free product with amalgamation and operator-valued free probability theory, vol. 627, American Mathematicall Society, coll. « Memoirs of the American Mathematical Society », 1998, 88 p. (ISBN 978-0-8218-0693-7, DOI 10.1090/memo/0627).
- Akihiro Miyagawa et Roland Speicher, « A dual and conjugate system for q-Gaussians for all q », Adv. Math., vol. 413,‎ 2023, article no 108834 (36 p.) (zbMATH 07646167, arXiv 2203.00547).